# Marcel et Monsieur Pagnol
Marcel et Monsieur Pagnol (englischsprachiger Titel: A Magnificent Life) ist ein Zeichentrickfilm von Sylvain Chomet aus dem Jahr 2025. Das Werk folgt dem Leben des französischen Schriftstellers, Dramatikers und Regisseurs Marcel Pagnol (1895–1974). Die europäische Koproduktion zwischen Frankreich, Belgien und Luxemburg wurde im Rahmen der Internationalen Filmfestspiele von Cannes uraufgeführt.

## Handlung
Im Jahr 1955 befindet sich Marcel Pagnol auf dem Höhepunkt seiner Karriere. Der 60-Jährige ist ein gefeierter Dramatiker und Filmemacher, als er vom Chefredakteur der Frauenzeitschrift Elle beauftragt wird, eine wöchentliche Kolumne über seine Kindheit zu verfassen. Er ist erfreut, zu seinen Wurzeln, der Schriftstellerei, zurückzukehren. Seine beiden vorangegangenen Theaterstücke waren nicht von Erfolg gekrönt. Während Pagnol an der Kolumne arbeitet, lässt ihn des Öfteren sein Gedächtnis im Stich. Als er an seinem Talent zu zweifeln beginnt, erscheint ihm mit dem kleinen Marcel eine jüngere Version seiner selbst. Gemeinsam beginnen der alte Mann und der Junge sein Leben zu erkunden und die schönsten Begegnungen und Erinnerungen wiederaufleben zu lassen. So erleben sie die Erfindung des Tonfilms und die Etablierung des ersten großen Filmstudios. Pagnol erinnert sich an seine Bindung zu bestimmten Schauspielern und seinen Schreibprozess zurück.

## Veröffentlichung
Die Weltpremiere von Marcel et Monsieur Pagnol erfolgte am 17. Mai 2025 beim 78. Filmfestival von Cannes. Dort wird das Werk als Sonderaufführung außer Konkurrenz gezeigt.
Ein regulärer Kinostart in Frankreich soll am 15. Oktober 2025 im Verleih von Wild Bunch erfolgen.